# 차트 (음식)
차트(힌디어·네팔어: चाट, 벵골어: চাট, 우르두어: چاٹ)는 인도, 네팔, 방글라데시, 파키스탄 등 남아시아 지역의 길거리 음식이다. 인도의 우타르프라데시주에서 생겨나, 남아시아 전역으로 퍼졌다.

## 어원
힌디어 차트(चाट)는 "핥기" 또는 "별미"를 뜻하는 말로, "핥다"라는 뜻인 동사 "차트나(चाटना)"에서 파생했다. "차트나"의 어원은 프라크리트어 "차테디(𑀘𑀝𑁆𑀝𑁂𑀤𑀺)"인데, 이는 "게걸스레, 소리 내어 먹다"라는 뜻이다.

## 종류
- 다히 바라
- 다히 푸리
- 마살라 푸리
- 발라
- 벨푸리
- 세브 푸리
- 알루 차트[2]
- 알루 티키
- 카초리
- 파니 푸리
- 파코라
- 파프리 차트[3]